# 조진만 (법조인)
조진만(趙鎭滿, 일본식 이름: 朝家庸夫, 1903년 10월 20일 ~ 1979년 2월 12일)은 대한민국의 제3·4대 대법원장을 지낸 법조인이다. 본관은 배천이며, 인천 출생이다.

## 생애
1923년 경성법학전문학교를 졸업한 뒤, 1925년 한국인으로서는 최초로 일본 고등문관시험 사법과에 합격하였다. 1927년 해주지방법원판사, 1929년 평양지방법원판사, 1930년 3월 평양복심법원판사, 1933년 대구복심법원판사, 1939년 대구지방법원부장판사를 역임한 뒤 1943년 변호사를 개업하였다.
1951년 제5대 법무부 장관을 지낸 뒤, 1952년 다시 변호사를 개업하여 1960년 서울제일변호사회의 초대회장이 되고, 1961년 법무부장관고문을 역임하였다.
1961년 국가재건최고회의 박정희 의장의 추천을 받아 윤보선 대통령 명의로 제3대 대한민국 대법원장에 임명되었고 박정희 대통령 취임 후 제4대 대법원장으로 1968년까지 재직하였다. 이 때 하급심에서 올라오는 사건기록을 틈틈이 검토하여 법관들의 재판능력을 파악해 두었다가 인사에 반영하였다. 1968년 다시 변호사를 개업하고, 1971년 한국합동법률사무소 대표를 지냈다.

## 상훈
1963년에 1등 근무공로훈장, 1968년에는 청조근정훈장을 받았다.

## 평가
2002년 민족정기를 세우는 국회의원모임에서 선정한 친일파 708인 명단에 포함되었다. 2008년 민족문제연구소에서 친일인명사전에 수록하기 위해 정리한 친일인명사전 수록예정자 명단 사법 부문에도 선정되었다.

## 참고 문헌
- 《대한민국명사감(大韓民國名士鑑)》(大韓民國名士鑑編纂委員會, 1963)
- 《한국인사가보(韓國人士家譜)》(韓國人士家譜編纂委員會, 1966)
- 《한국법관사(韓國法官史)》(大法院, 1975)
- 《한국변호사사(韓國辯護士史)》(大韓辯護士協會, 1979)
- 《한국법조인대관(韓國法曹人大觀)》(法律新聞社, 1982)